# Juan José Larrañeta Olleta
Juan José Larrañeta Olleta OP (* 13. März 1941 in Villava-Atarrabia) ist emeritierter Apostolischer Vikar von Puerto Maldonado.

## Leben
Juan José Larrañeta Olleta trat der Ordensgemeinschaft der Dominikaner bei und empfing am 11. April 1965 die Priesterweihe. Paul VI. ernannte ihn am 10. April 1976 zum Weihbischof in Puerto Maldonado und Titularbischof von Marazanae Regiae.
Der Apostolische Nuntius in Peru, Carlo Furno, weihte ihn am 20. Juni desselben Jahres zum Bischof; Mitkonsekratoren waren Javier Miguel Ariz Huarte OP, Apostolischer Vikar von Iquitos, und Miguel Irízar Campos CP, Apostolischer Vikar von Yurimaguas. 
Papst Johannes Paul II. ernannte ihn am 26. April 1980 zum Apostolischen Vikar von Puerto Maldonado. 1985 gründete er das Priesterseminar San Juan María Vianney in Puerto Maldonado. Von seinem Amt trat er am 2. Februar 2008 zurück.